# Vsi so venci vejli
Vsi so venci vejli je tretja kaseta skupine Magnet. Kaseta je dobila zlato priznanje ZKP RTV Slovenija, na njej pa so uspešnice »Pijmo ga, pijmo«, »Julija« in »Vsi so venci vejli«.

## Seznam pesmi
| Št. | Naslov                                   | Dolžina |
| --- | ---------------------------------------- | ------- |
| 1.  | „Pijmo ga, pijmo‟                        |         |
| 2.  | „Vzemi solzo za spomin (s Simono Weiss)‟ |         |
| 3.  | „Halo, halo‟                             |         |
| 4.  | „Julija‟                                 |         |
| 5.  | „Vsi so venci vejli‟                     |         |
| 6.  | „Moja marička‟                           |         |
| 7.  | „Ne odhajaj še‟                          |         |
| 8.  | „Moška emancipacija‟                     |         |
| 9.  | „Kje so zdaj tisti časi‟                 |         |
| 10. | „Adijo Tanja‟                            |         |